# Gryllomorpha atlas
Gryllomorpha atlas är en insektsart som beskrevs av Andrej Vasiljevitj Gorochov 2009. Gryllomorpha atlas ingår i släktet Gryllomorpha och familjen syrsor. Inga underarter finns listade i Catalogue of Life.